# Balsas
Balsas é um município brasileiro do Sul do estado do Maranhão. Encabeça a região adminstrativa dos Gerais de Balsas. Faz parte da divisa agrícola chamada de MATOPIBA, sendo o município com destaque pela agricultura mecanizada e automatizada. É o maior produtor de soja do Maranhão e um dos maiores produtores de grãos do MATOPIBA[carece de fontes?] perdendo apenas para Formosa do Rio Preto (BA) e São Desidério (BA). A cidade é atravessada pela Rodovia Transamazônica, que liga as regiões Nordeste e Norte do país.

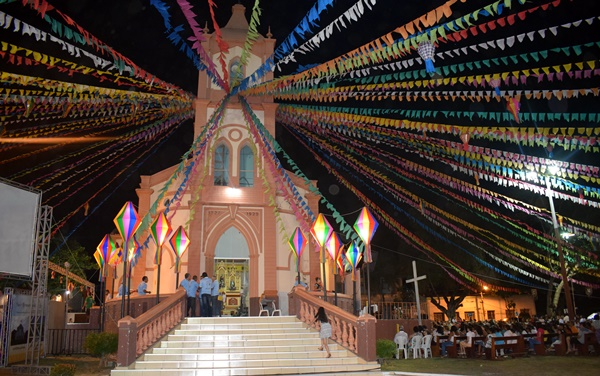
Festejo de Santo Antônio, em Balsas

Com mais de 100 mil habitantes segundo o IBGE (2022), Balsas é a quinta maior cidade do estado em território urbanizado e o maior município do Maranhão em área total, com 13 141,637 km² de área. Encontra-se junto ao rio de mesmo nome o qual recebe bastantes turistas, principalmente no mês de Julho, é o único afluente da margem esquerda do rio Parnaíba, com cerca de 510 km.É um centro regional, com influência sobre o sul do vizinho estado do Piauí. Já teve os nomes de Santo Antônio de Balsas e Vila Nova. É sede de uma comarca do Poder Judiciário do Maranhão, havendo Promotoria de Justiça,  um núcleo da Defensoria Pública do Estado do Maranhão, bem como a sede da subseção da OAB (Ordem dos Advogados do Brasil) de Balsas/MA, além de polo agrícola, destaca-se pelo crescente desenvolvimento tecnológico e industrial, utilizando em suas lavouras o que há de mais avançado em tecnologia agrícola, automação e conceitos de indústria 4.0.

## História

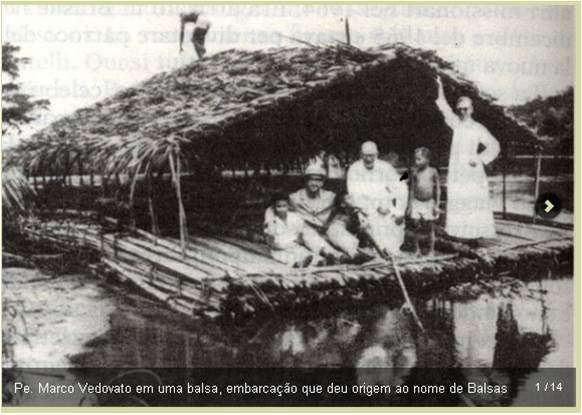
Pe. Marco Vedovato em uma Balsa, embarcação deu origem ao nome do município

O povoamento da região foi marcado pela presença do Porto das Caraíbas, no rio das Balsas, considerado um ponto privilegiado para o melhor acesso às fazendas do município de Riachão. Com o crescente fluxo de viajantes, foram surgindo pequenos comércios e casas cobertas de palha.
Ao saber da existência do novo núcleo populacional, o baiano Antônio Ferreira Jacobina, mercador de fumo nos sertões transferiu-se para a região. Ele se tornou líder do povoado que, posteriormente, foi elevado à categoria de vila e à de cidade.
A elevação à categoria de vila ocorreu com a denominaçào de Santo Antônio de Balsas, através da lei estadual nº 15, de 7 de outubro de 1892, desmembrado de Riachão.
Foi elevada à condição de cidade com a denominação de Santo Antônio de Balsas, conforme a lei estadual nº 775, de 22 de março de 1918, proposta pelo então deputado Tucídides Barbosa. Com o decreto-lei nº 820, de 30 de dezembro de 1943, o município de Santo Antônio de Balsas passou a se chamar simplesmente de Balsas.

## Geografia

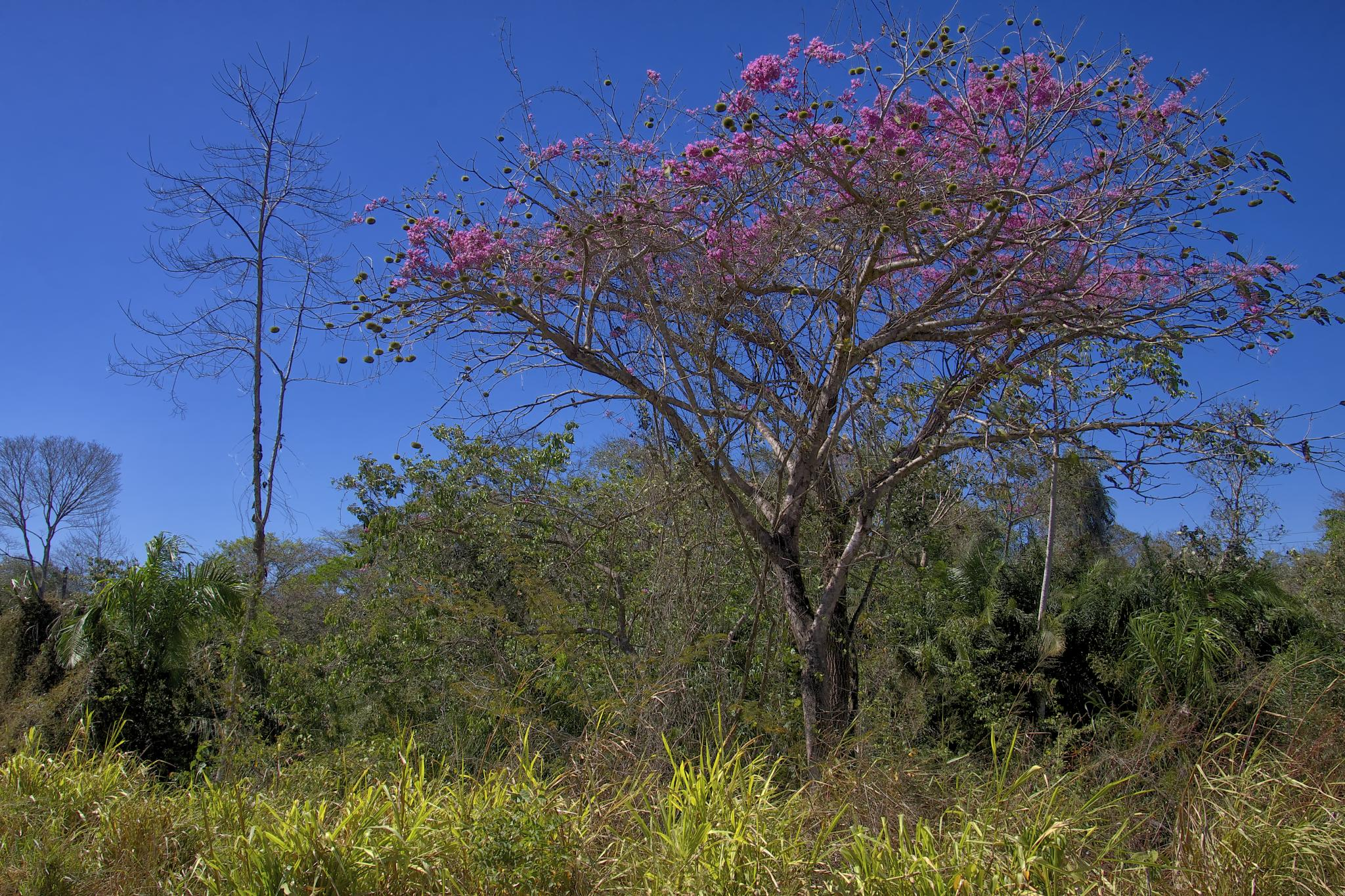
Cerrado em Balsas

Localiza-se em uma Latitude 07º 31' 57" Sul e uma Longitude 46º 02' 08" Oeste. A vegetação característica da região é o cerrado tropical, subcaducifólio. No entanto, nas áreas próximas aos rios, são encontradas as matas de galeria e vegetação do tipo campos higrófilos de várzea.
A área do município de Balsas é de 13.141,162 quilômetros quadrados, o que o coloca na posição 1 dentre as 217 cidades do estado do Maranhão.
O município de Balsas pertence à Bacia Hidrográfica do Rio Parnaíba, que tem como principal afluente o rio das Balsas. Este rio tem suas cabeceiras na Chapada das Mangabeiras, a uma altitude média de 600 m, percorrendo uma extensão total de 525 km, e desaguando no Rio Parnaíba a altura das cidades de Benedito Leite (MA) e Uruçuí (PI), como uma bacia hidrográfica total de 24.540 km². O rio tem como principais afluentes o rio Balsinhas, pela margem direita, e os rios Maravilhas e Neves, pela margem esquerda.
O clima de Balsas é característico do clima do Brasil Central. De acordo com a classificação de Koppen, é definido como Aw (tropical chuvoso). Com uma precipitação em torno de 1.200 mm ao ano, distribui-se de forma irregular entre os meses de outubro a abril, apresentando, em média, 5 meses de período seco.

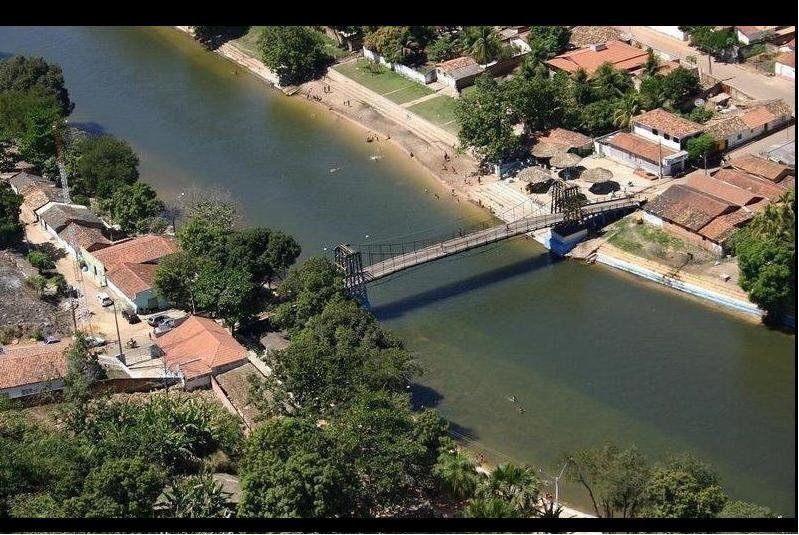
Rio das Balsas

O período mais chuvoso ocorre entre dezembro a março. A temperatura apresenta pequena oscilação ao longo do ano, mantendo médias mensais numa faixa entre 34 °C e 38 °C. A umidade relativa estabelece média anual gira em torno de 68%. Segundo dados do Instituto Nacional de Meteorologia (INMET), desde setembro de 1976 a menor temperatura registrada em Balsas foi de 10,2 °C em 18 de novembro de 1990 e a maior atingiu 41,3 °C em outubro de 2022, nos dias 14 e 21. O maior acumulado de precipitação em 24 horas alcançou 168,5 milímetros (mm) em 4 de dezembro de 1983, seguido por 144 mm em 21 de novembro de 2008.
| Dados climatológicos para Balsas | Dados climatológicos para Balsas | Dados climatológicos para Balsas | Dados climatológicos para Balsas | Dados climatológicos para Balsas | Dados climatológicos para Balsas | Dados climatológicos para Balsas | Dados climatológicos para Balsas | Dados climatológicos para Balsas | Dados climatológicos para Balsas | Dados climatológicos para Balsas | Dados climatológicos para Balsas | Dados climatológicos para Balsas | Dados climatológicos para Balsas |
| Mês | Jan                              | Fev                              | Mar                              | Abr                              | Mai                              | Jun                              | Jul                              | Ago                              | Set                              | Out                              | Nov                              | Dez                              | Ano                              |
| --- | -------------------------------- | -------------------------------- | -------------------------------- | -------------------------------- | -------------------------------- | -------------------------------- | -------------------------------- | -------------------------------- | -------------------------------- | -------------------------------- | -------------------------------- | -------------------------------- | -------------------------------- |
| Temperatura máxima recorde (°C) | 36,6                             | 37                               | 35,9                             | 36,6                             | 37                               | 37,6                             | 38                               | 39,2                             | 41,1                             | 41,3                             | 40                               | 39                               | 41,3                             |
| Temperatura máxima média (°C) | 31                               | 31,2                             | 31,2                             | 31,6                             | 32,4                             | 32,9                             | 33,3                             | 34,8                             | 35,4                             | 33,9                             | 32,2                             | 31                               | 32,6                             |
| Temperatura média compensada (°C) | 25,8                             | 25,9                             | 25,9                             | 26,4                             | 26,6                             | 26,3                             | 26,2                             | 27,5                             | 28,8                             | 28,1                             | 26,8                             | 26                               | 26,7                             |
| Temperatura mínima média (°C) | 21,9                             | 22                               | 22,2                             | 22,5                             | 21,8                             | 20,4                             | 19,4                             | 20,2                             | 22,2                             | 22,8                             | 22,3                             | 22                               | 21,6                             |
| Temperatura mínima recorde (°C) | 18,6                             | 18                               | 15                               | 16,6                             | 16,8                             | 15,3                             | 13,2                             | 13,1                             | 12,6                             | 17,9                             | 12,1                             | 16                               | 12,1                             |
| Precipitação (mm) | 226,7                            | 181,6                            | 186,1                            | 119,8                            | 50,1                             | 4,7                              | 1                                | 1,3                              | 18,2                             | 86,1                             | 151,8                            | 167,3                            | 1 194,7                          |
| Umidade relativa compensada (%) | 80,5                             | 80,4                             | 80,3                             | 77,3                             | 70,9                             | 61,3                             | 53,7                             | 48,5                             | 49,3                             | 61,1                             | 73,2                             | 77,1                             | 67,8                             |
| Insolação (h) | 148,9                            | 137,4                            | 154,9                            | 184,9                            | 238,8                            | 268,5                            | 289,1                            | 294,4                            | 254                              | 191,5                            | 149,6                            | 132                              | 2 444                            |
| Fonte: INMET (precipitação e umidade: normal climatológica de 1991-2020; médias de temperatura e horas de sol: normal de 1981-2010; recordes de temperatura: 01/09/1976-presente) |                                  |                                  |                                  |                                  |                                  |                                  |                                  |                                  |                                  |                                  |                                  |                                  |                                  |

## Demografia
Conforme dados do Censo 2010, aproximadamente 65% da população é católica e 35% é evangélica.
Aproximadamente, 67% da população se denomina parda, 22% como branca e 8% como preta.
De acordo com o Censo Demográfico de 2022, a população do município de Balsas era de 101.767 habitantes e a densidade demográfica era de 7,74 habitantes por quilômetro quadrado. Comparando-se com outros municípios do estado do Maranhão, ficava nas posições 10 e 187 de 217. Já a estimativa populacional da cidade para o ano de 2024 era de 106.094 habitantes.

## Economia

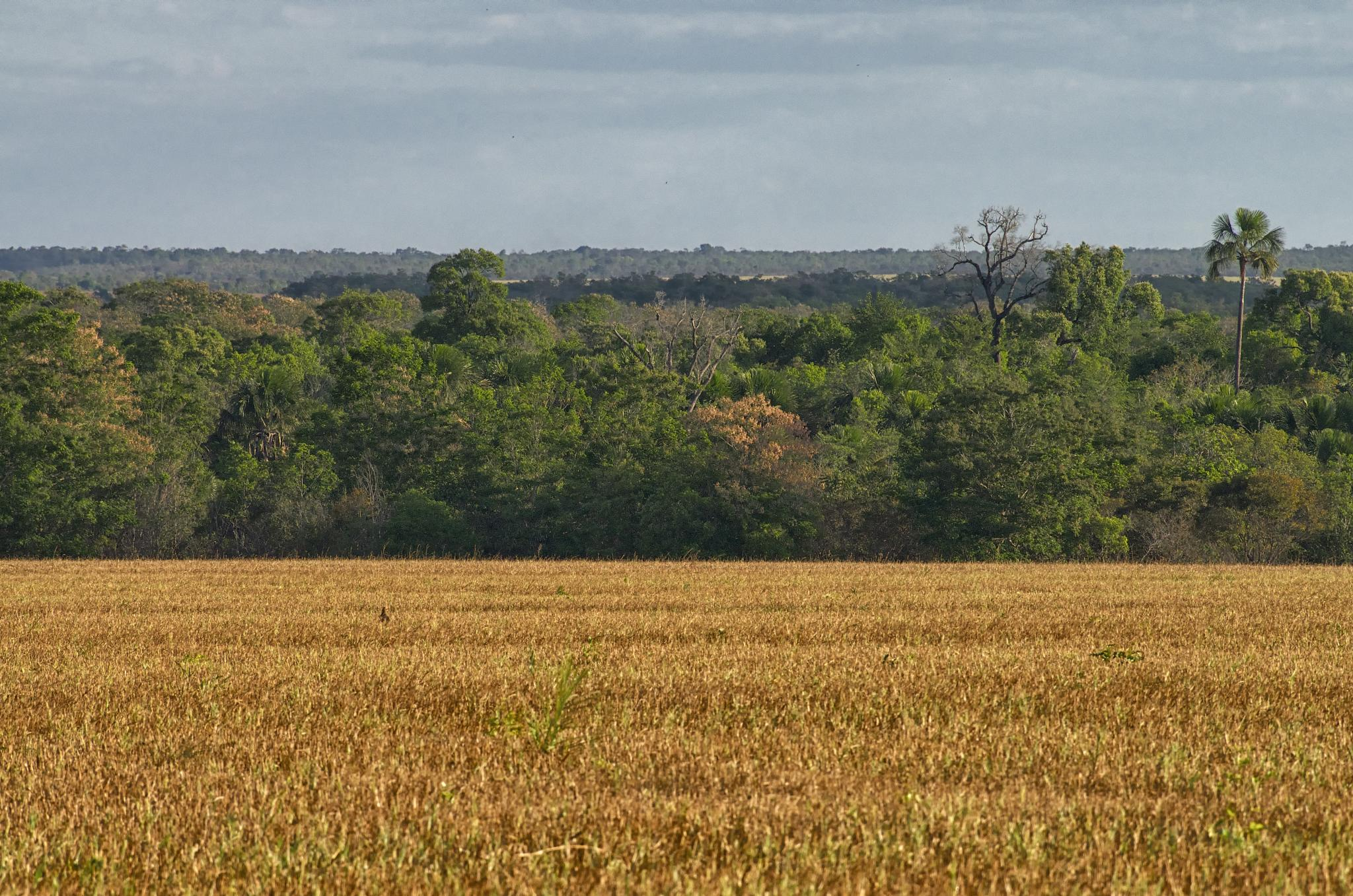
Plantação de soja em Balsas

Atualmente, a economia de Balsas é formada pela indústria de grãos e comércio, tendo como a principal atividade o cultivo de soja, sendo um dos maiores produtores da região Norte e Nordeste do país. Hoje a cidade considerada polo agrícola do Maranhão e dona do terceiro maior Produto Interno Bruto (PIB) do estado, é conhecida como a capital da nova fronteira agrícola (MATOPIBA).
Desde 1992, quando começou a funcionar o Corredor de Exportação Norte, toda a produção agrícola do sul do Maranhão passou a escoar para o Porto do Itaqui e o da Ponta da Madeira, em São Luís, por um longo trecho de estrada de ferro operado pela Vale. O cultivo nessa área é realizado em fazendas altamente mecanizadas, com melhores índices de produtividade agrícola por hectare. Tem ainda como benefício a menor distância em relação ao mercado europeu.

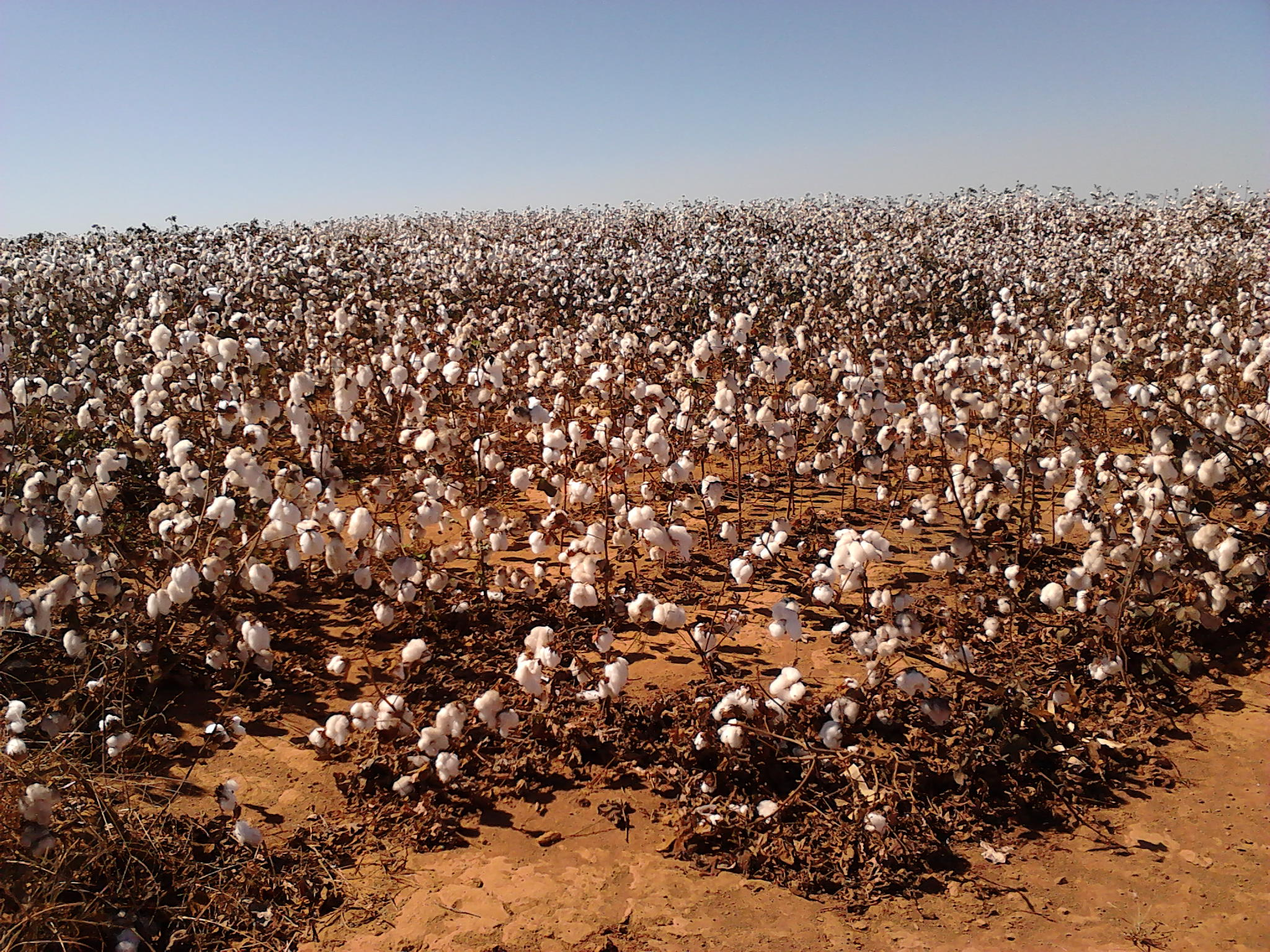
Plantação de algodão em Balsas

Posteriormente, a Ferrovia Norte-Sul integrou a cidade de Anapólis, em Goiás, atravessando o estado do Tocantins e se conectando à ferrovia Carajás, na cidade de Açailândia, ampliando a capacidade de exportação, pelos portos de São Luís, da produção agrícola do Centro-Oeste. Com a construção do Terminal de Grãos do Maranhão (Tegram) no porto de Itaqui, ampliou-se a capacidade de armazenamento e exportação de grãos como soja, milho e arroz, utilizando-se da infraestrutura da Ferrovia Carajás e da Ferrovia Norte Sul para escoamento da produção do sul do estado, bem como dos estados de Tocantins e Goiás. No ano de 2017, o porto movimentou em torno de 6 milhões de toneladas de soja.
O sul do estado é um dos maiores polos de produção de grãos do país. A região a cada ano alcança novos recordes de produtividade. O principal produto agrícola é a soja, que chegou a 2 milhões de toneladas na última safra, em 2015.

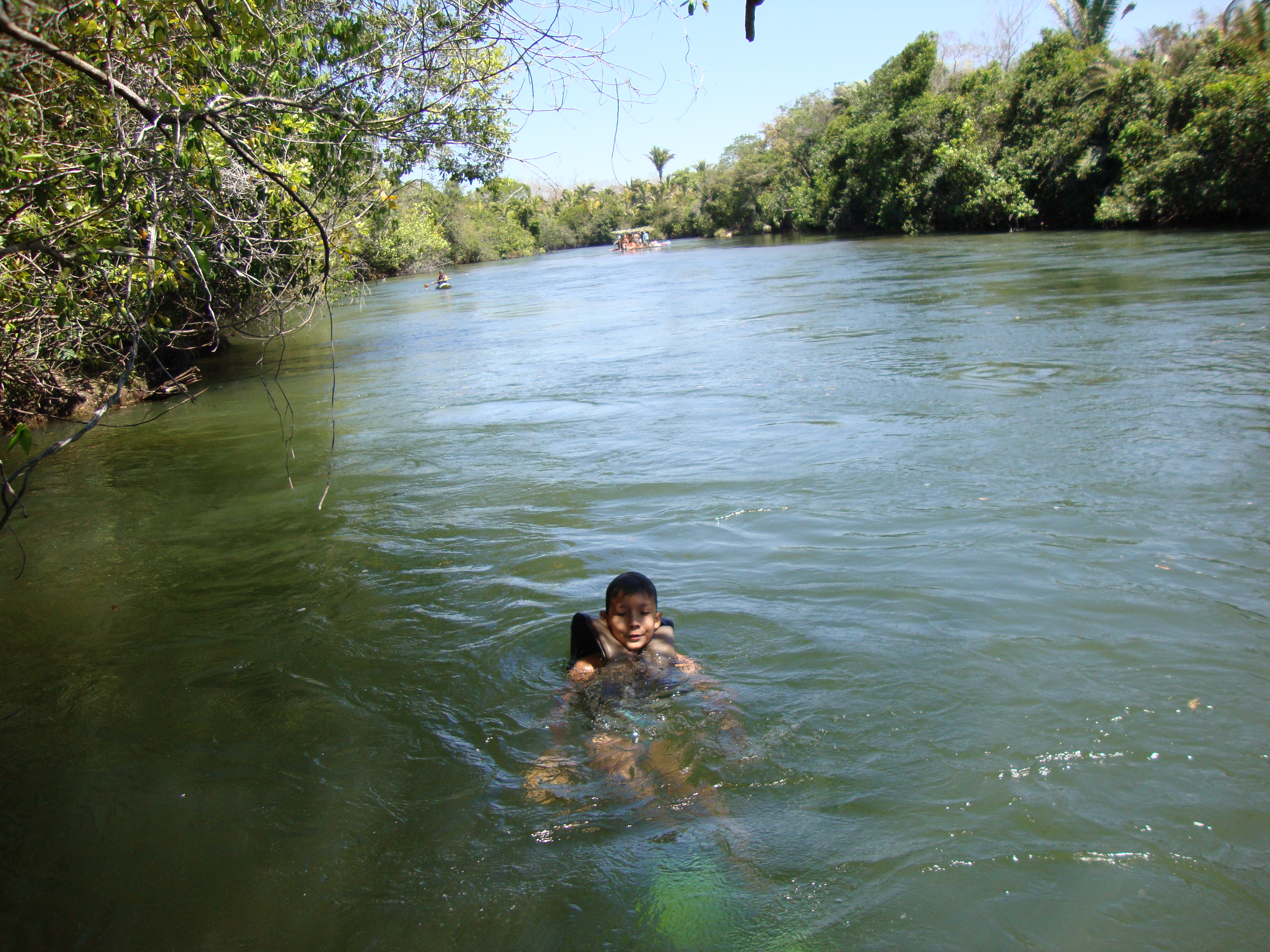
Rio das Balsas

Tal produção coloca o Maranhão como o segundo maior produtor da região, atrás da Bahia. A região sul do Estado concentra a produção de soja, com destaque ao município de Balsas que em 2015 produziu 501.668 toneladas, com 181.764 de área plantada e 181.764 de área colhida, rendimento médio 2.760 kg/ha.
Além da soja, também são produzidos em larga escala na região sul: feijão, milho, algodão e arroz.
Em Balsas encontram-se instaladas grandes empresas do agronegócio como a Bunge, Cargill, Algar Agro, Multigrain, SLC Agrícola, Insolo Agroindustrial, Agrex do Brasil, Risa S/A, entre outras que tem grande participação no desenvolvimento da cidade. Além do destaque na soja, Balsas também possuem um forte centro comercial varejista e atacadista da região sul maranhense, atendendo consumidores em um raio de 250 km.

### Rede bancária
- Bradesco
- Banco do Brasil
- Banco da Amazônia
- Caixa Econômica Federal
- Banco Santander
- Banco do Nordeste
- Banco Itaú
- SICOOB

Em 2021, o PIB per capita do município de Balsas era de R$ 65.059,77. Comparando-se com outros municípios do Estado, ficava na posição 5 de 217. Já o percentual de receitas externas em 2023 era de 75,91%, o que o colocava na posição 197 de 217 entre os municípios do estado Maranhão.
| Salário médio mensal dos trabalhadores formais [2022]                                             | 2,1 salários mínimos |
| Pessoal ocupado [2022]                                                                            | 28.190 pessoas       |
| População ocupada [2022]                                                                          | 27,70 %              |
| Percentual da população com rendimento nominal mensal per capita de até 1/2 salário mínimo [2010] | 40 %                 |

Fonte: IBGE

## Infraestrutura

### Saúde
- UBS - Unidade Básica de saúde
- UPA - Unidade de Pronto Atendimento

Hospitais:
- Público: HRB - Hospital Regional de Balsas (atende pelo menos 14 municípios na região): estadual, hospital de referência em atendimentos de média e alta complexidade, gestação de alto risco e risco habitual, pediatria e cirurgia geral.
- Público: HBU - Hospital Balsas Urgente (atende pelo menos 14 municípios na região)
- Privado: Hospital São Camilo (São José)

Em 2022, a taxa de mortalidade infantil média na cidade era de 12,5 para 1.000 nascidos vivos. Já as internações devido a diarreias era de 14,7 para cada 1.000 habitantes. Comparando-se com todos os municípios do estado do Maranhão, ficava nas posições 130 de 217 e 130 de 217.

### Educação
A cidade de Balsas hoje conta com várias Faculdades e Universidades públicas e privadas, dentre elas destacam-se a Faculdade de Balsas - UNIBALSAS, Universidade Federal do Maranhão - UFMA, Universidade Estadual do Maranhão - UEMA, Universidade Católica de Brasília, Faculdade do Maranhão - FACAM, UNOPAR, UNINTER.
Em 2010, a taxa de escolarização de 6 a 14 anos de idade para o município de Balsas era de 94,4%. Comparando-se com outros municípios do Estado, ficava na posição 189 de 217. Já o Índice de Desenvolvimento da Educação Básica (IDEB), ano de 2023, para os anos iniciais do ensino fundamental na rede pública era 4,9 e para os anos finais, 4,2. 
| Taxa de escolarização de 6 a 14 anos de idade [2010]             | 94,4 %            |
| IDEB – Anos iniciais do ensino fundamental (Rede pública) [2023] | 4,9               |
| IDEB – Anos finais do ensino fundamental (Rede pública) [2023]   | 4,2               |
| Matrículas no ensino fundamental [2023]                          | 16.836 matrículas |
| Matrículas no ensino médio [2023]                                | 3.770 matrículas  |
| Docentes no ensino fundamental [2023]                            | 888 docentes      |
| Docentes no ensino médio [2023]                                  | 233 docentes      |
| Número de estabelecimentos de ensino fundamental [2023]          | 61 escolas        |
| Número de estabelecimentos de ensino médio [2023]                | 14 escolas        |

Fonte: IBGE

### Comunicação
A cidade possui as principais operadores de telefonia, móvel e fixa; provedores de internet banda larga; diversas emissoras de rádio; 6 canais abertos de televisão.
- Globo (TV Mirante Balsas) A:06  D:6.1
- Rede Vida (Boa Notícia) A:13
- SBT (TV Difusora) A: 03 D:3.1
- Record (TV Açucena) A:10
- Rede TV (TV Capital) A:08
- Novo Tempo (Rede) A:20
- Rede Meio Norte (TV Cerrado) A: 21
- TV Cultura (Balsas TV) A: 23
- Jornal Folha do Cerrado[15] (Jornal impresso e site)

## Esporte
O município possui o Estádio Cazuza Ribeiro, com capacidade para 2 mil espectadores, onde são disputados jogos de futebol. Dentro desse esporte, destaca-se na cidade o time do Balsas Esporte Clube.
Também com alguns CT's e Campos para disputa de jogos amadores.

## Cultura
Em se tratando de música, predomina o reggae (influenciado pela cultura da capital do estado), e o Forró (predominantemente nordestino), porém o leque é grande de vários outros ritmos devido à vinda de imigrantes e influência da mídia. No final dos anos 1980 e início dos anos 1990, muitas pessoas dançavam os famosos "passinhos", isto é, duplas ou grupos de pessoas se juntavam em boates ou festas e faziam movimentos iguais no ritmo das músicas, na sua maioria das vezes eletrônicas. No ano 2000, as pessoas começaram a fazer coreografias de Axé (ritmo baiano).[carece de fontes?]
O primeiro grupo de dança foi o "100% Axé", onde o professor Madison criava, ensinava e apresentava várias coreografias de lambaeróbica em diversos locais, juntamente com algumas de suas alunas. As apresentações eram mais frequentes em época de carnaval, porém, também apareciam em festas juninas, durante as férias de julho na beira rio e também em festas privadas. Além da 100% Axé, também havia grupos de dança de rua. Na atualidade, existe vários professores de dança, academias, assim como diversos outros ritmos. As pessoas procuram manter a forma e ao mesmo tempo se divertir.[carece de fontes?]